# Вільяррика (вулкан)
Вільяррика (ісп. Villarrica, арауканська Rucapillán — «будинок духу» або «будинок демона») — активний вулкан в Андах на території Чилі.

## Географія
Розташований у Патагонських Андах в Національному парку Вільяррика. Висота над рівнем моря 2847 метрів, відносна висота — 1575 метрів. Лежить над однойменним озером і містом.

## Вулканічна активність
Стратовулкан. Починаючи з XVI століття вулкан вивергався кілька десятків разів, максимальний період затишшя — не більше 30 років. Є одним з найактивніших вулканів Південної Америки.
Вулкан сформувався у кальдері, яка утворилася 3500 років тому на північно-західній частині більш давньої плейстоценової 6-кілометрової кальдери. Крім Вільяррики в кальдере близько 30 шлакових конусів і вулканічних розломів. Місцевість у районі вулкану переважно складається з базальтів і андезитів. Базальтові породи мають більш раннє походження, ніж андезити. У сучасний період відбувалися потужні плініанскі виверження, які покривали місцевість у радіусі 20 км. Лавові потоки виходили з вершинного кратера і вулканічних розломів і досягали відстані 18 км.
Виверження фіксувалися починаючи з 1558 року. Практично всі виверження з цього періоду носили легкий і помірний експлозівний характер з рідкісними викидами лав. Населені пункти піддавалися руйнувань внаслідок утворення лахарів. Вулкан покриває льодовик площею 40 км². У ХХ столітті більше 100 людей загинули під час сходів селевих потоків зі схилів вулкана після вивержень.
У недавній час вулкан виявляв стромболіанский тип виверження з вершинного кратера діаметром 40 м. У 2004 році на вершині вулкана утворилося вулканічне озеро, з якого час від часу відбувався незначний викид вулканічних бомб. Вночі світло з вершини вулкана було видно у місті Пукон.
Вулканічна активність виявлялася в період з квітня по жовтень 2010 року: вулкан вивергав гази з невеликою кількістю попелу, які досягали висоти 700 м. Гавайським інститутом геофізики і планетології було зафіксовано 118 теплових викидів у районі вулкана. У вершинному кратері вулкана утворилося лавове озеро. Потоки лави не виходили за межі вулканічного озера.
Дослідження в районі вулкана проводилися вулканічної обсерваторією Вілльяррикі (POVI) у листопаді 2012 року, було зафіксовано, що лава в вершинному кратері стала більш щільною і починала застигати, утворюючи вулканічні бомби.
3 березня 2015 року почалося нове виверження. Із жерла вулкана викидалася лава і попіл на висоту до 1 км, було евакуйовано населення міст Пукон і Конаріпе. 

## Галерея фотографій вулкана Вільяррика

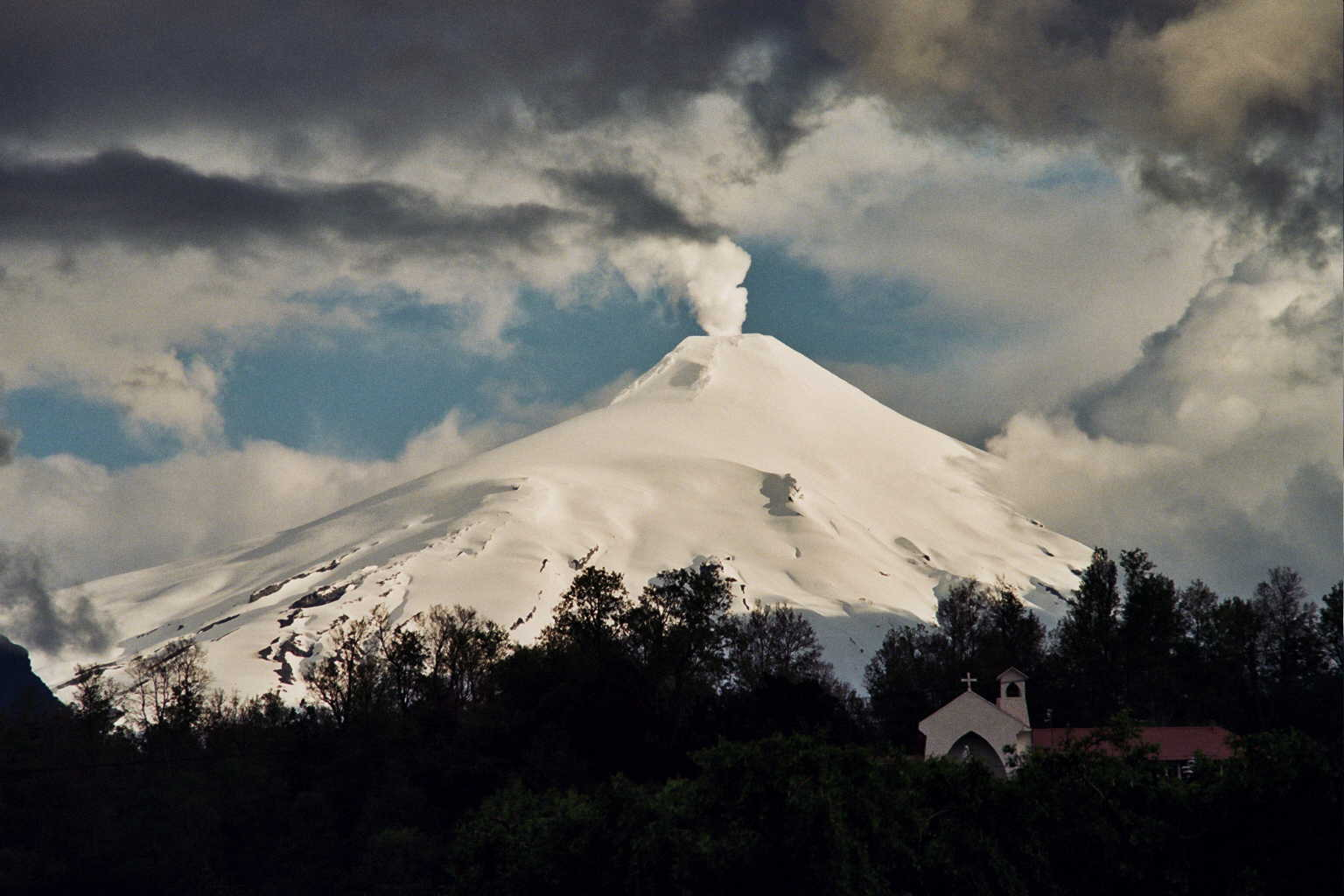
Вулкан Вільяррика (2008 рік)
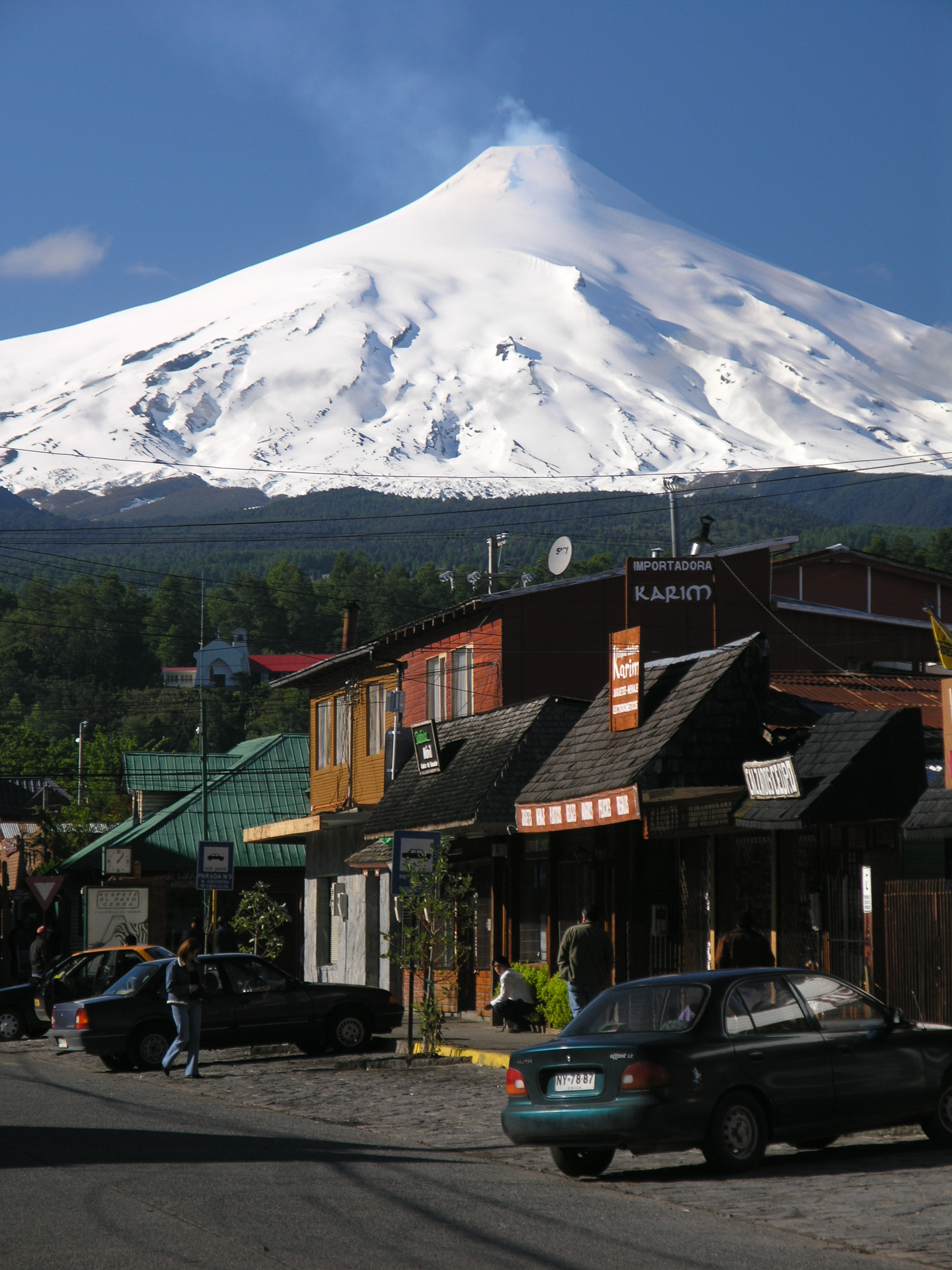
Вид на Вільяррику з міста Пукон
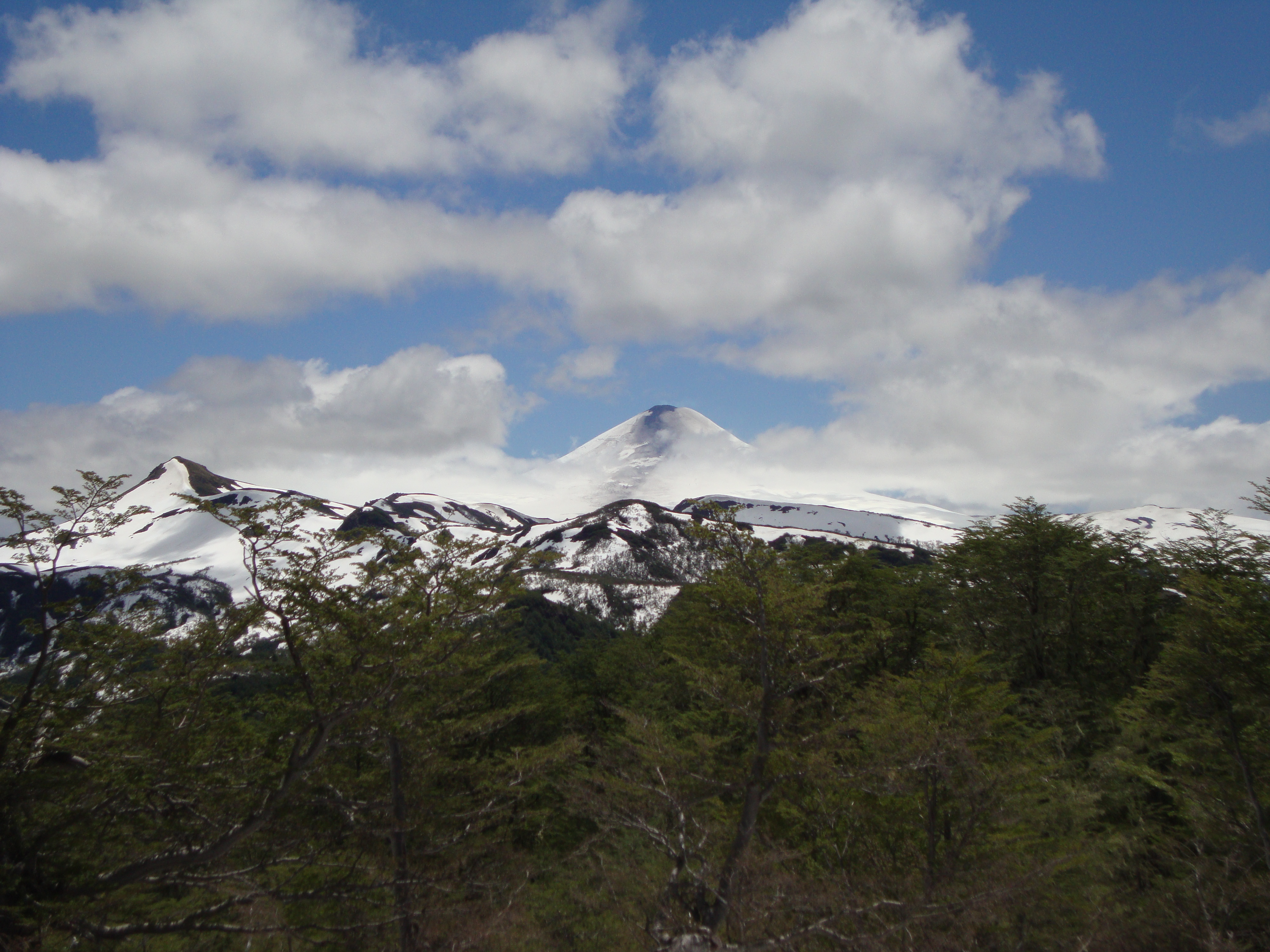
Вид на вулкан з південного сходу
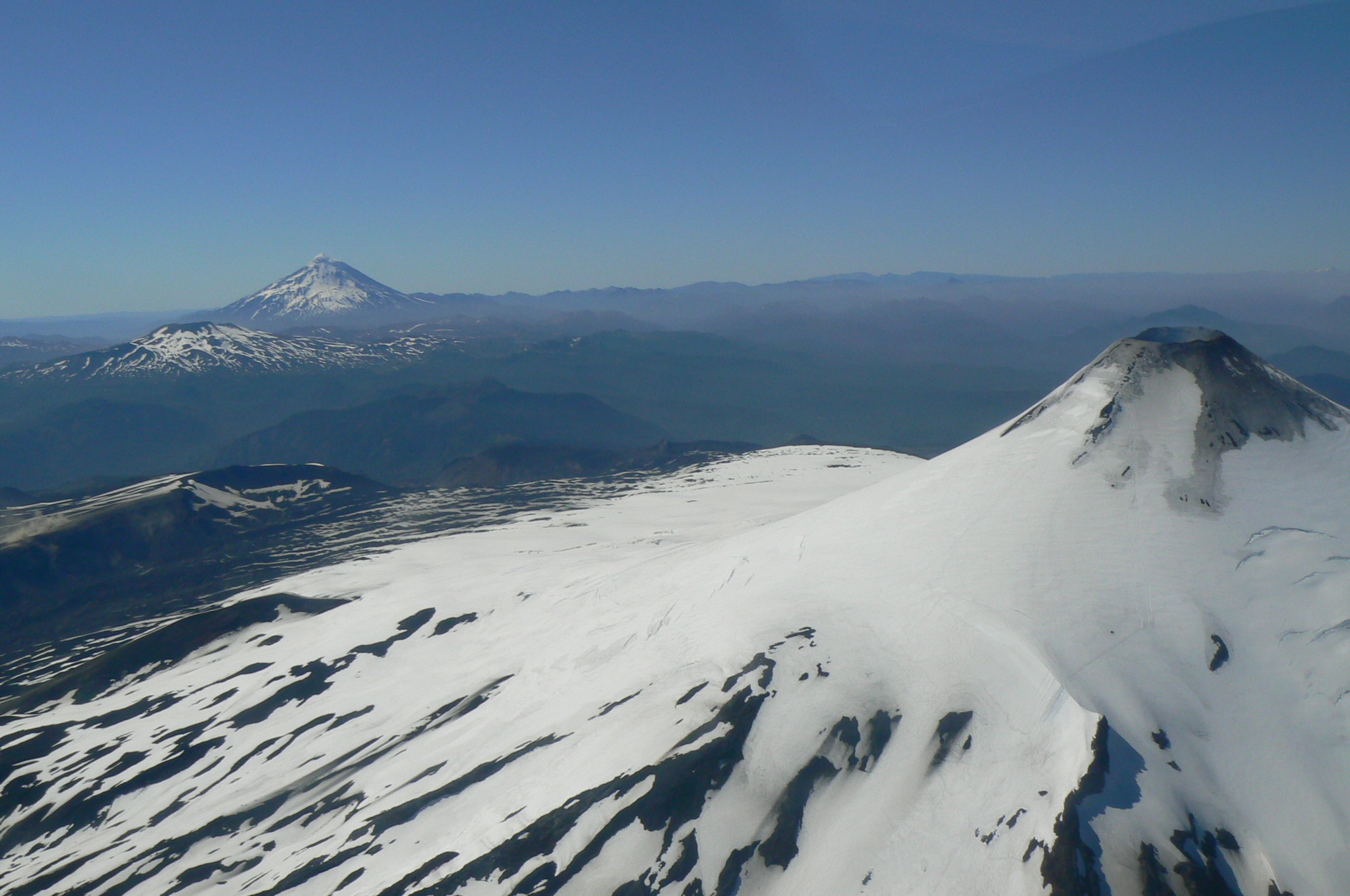
Вершина вулкану
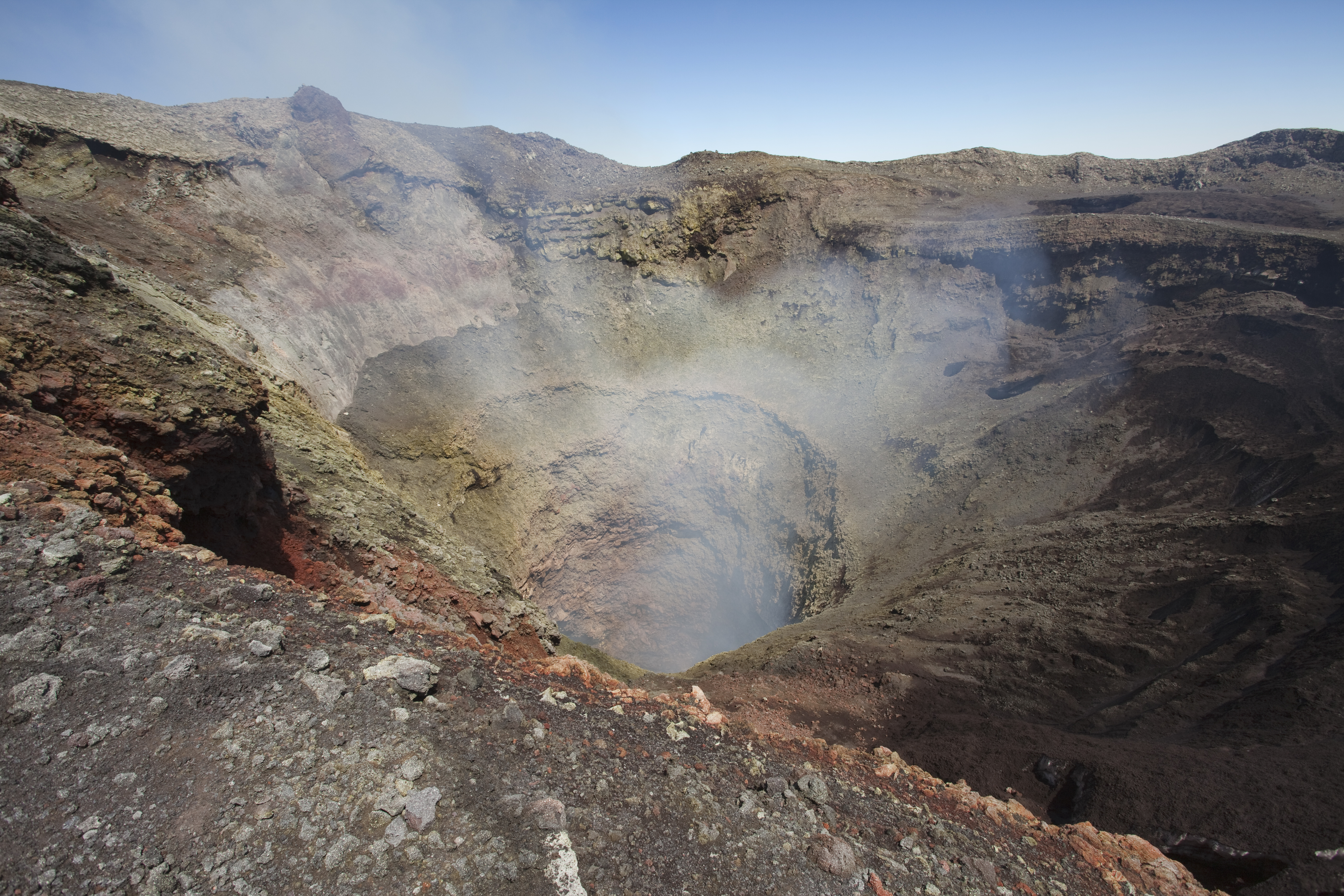
Кратер вулкана
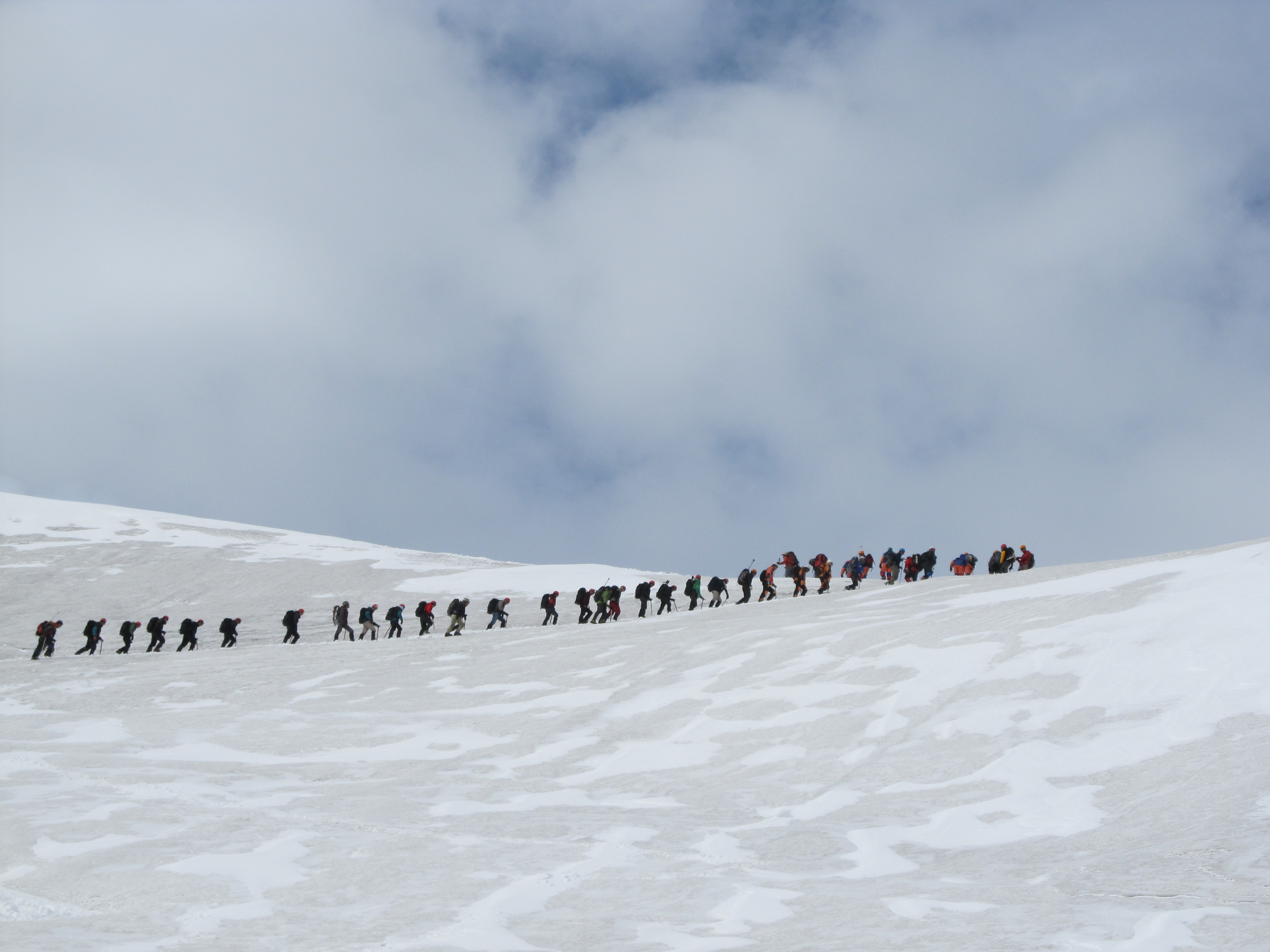
Сходження на Вільяррику